# خاندان کای گنجی
خاندان کای گنجی (به ژاپنی: 甲斐源氏) یک شاخه از خاندان کاواچی گنجی وابسته به خاندان سیوا گنجی از خاندان‌های سامورایی ژاپنی در ولایت کای بود. این خاندان توسط میناموتو نو یوشی‌میتسو (۱۰۴۵–۱۱۲۷) بنیان‌گذاری شد. از این خاندان شعبه‌های گوناگونی منشأ گرفته است از جمله منشأ خاندان تاکدا نیز از همین خاندان بوده است.

## شجره‌نامه

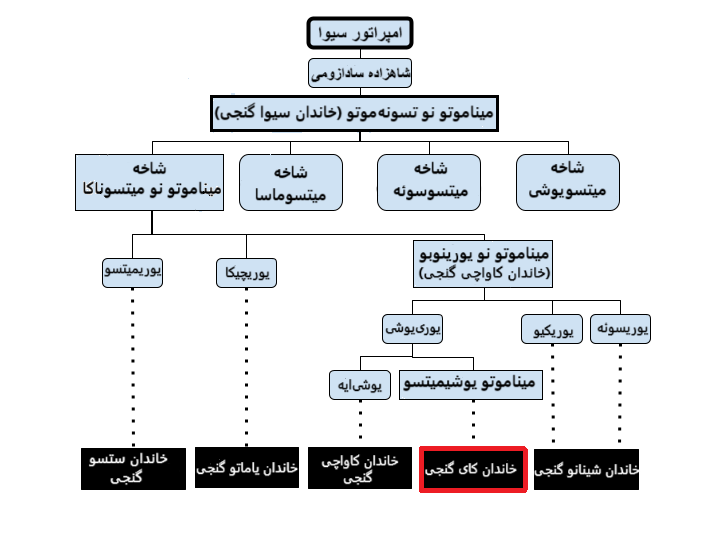
شجره‌نامه خاندان کای. این خاندان از امپراتور سیوا و خاندان میناموتو منشأ گرفته است.

### منشأ گرفتن خاندان کای تاکدا
※ فقط قسمت‌های اصلی فهرست شده است.
|                             |                             |                             |                             |                             |                             | میناموتو نو یوشی‌میتسو (نخستین رهبر خاندان کای گنجی) |                                             |                                             |                                             |                                             |                                             |                                  |                                  |                                  |                                  |                                  |                                  |                                 |                                 |                                 |                                 |                                 |                                 |                               |                               |                               |                               |                               |                               |  |  |
|                             |                             |                             |                             |                             |                             |                                                     |                                             |                                             |                                             |                                             |                                             |                                  |                                  |                                  |                                  |                                  |                                  |                                 |                                 |                                 |                                 |                                 |                                 |                               |                               |                               |                               |                               |                               |  |  |
|                             |                             |                             |                             |                             |                             | میناموتو نو یوشیکیو (دومین رهبر خاندان کای گنجی)    |                                             |                                             |                                             |                                             |                                             |                                  |                                  |                                  |                                  |                                  |                                  |                                 |                                 |                                 |                                 |                                 |                                 |                               |                               |                               |                               |                               |                               |  |  |
|                             |                             |                             |                             |                             |                             |                                                     |                                             |                                             |                                             |                                             |                                             |                                  |                                  |                                  |                                  |                                  |                                  |                                 |                                 |                                 |                                 |                                 |                                 |                               |                               |                               |                               |                               |                               |  |  |
|                             |                             |                             |                             |                             |                             | میناموتو نو کیومیتسو (سومین رهبر خاندان کای گنجی)   |                                             |                                             |                                             |                                             |                                             |                                  |                                  |                                  |                                  |                                  |                                  |                                 |                                 |                                 |                                 |                                 |                                 |                               |                               |                               |                               |                               |                               |  |  |
|                             |                             |                             |                             |                             |                             |                                                     |                                             |                                             |                                             |                                             |                                             |                                  |                                  |                                  |                                  |                                  |                                  |                                 |                                 |                                 |                                 |                                 |                                 |                               |                               |                               |                               |                               |                               |  |  |
|                             |                             |                             |                             |                             |                             |                                                     |                                             |                                             |                                             |                                             |                                             |                                  |                                  |                                  |                                  |                                  |                                  |                                 |                                 |                                 |                                 |                                 |                                 |                               |                               |                               |                               |                               |                               |  |  |
| هنمی میتسوناگا (خاندان همی) | هنمی میتسوناگا (خاندان همی) | هنمی میتسوناگا (خاندان همی) | هنمی میتسوناگا (خاندان همی) | هنمی میتسوناگا (خاندان همی) | هنمی میتسوناگا (خاندان همی) | تاکدا نوبویوشی (بنیان‌گذار خاندان کای تاکدا)         | تاکدا نوبویوشی (بنیان‌گذار خاندان کای تاکدا) | تاکدا نوبویوشی (بنیان‌گذار خاندان کای تاکدا) | تاکدا نوبویوشی (بنیان‌گذار خاندان کای تاکدا) | تاکدا نوبویوشی (بنیان‌گذار خاندان کای تاکدا) | تاکدا نوبویوشی (بنیان‌گذار خاندان کای تاکدا) | کاگامی توئومیتسو (خاندان کاگامی) | کاگامی توئومیتسو (خاندان کاگامی) | کاگامی توئومیتسو (خاندان کاگامی) | کاگامی توئومیتسو (خاندان کاگامی) | کاگامی توئومیتسو (خاندان کاگامی) | کاگامی توئومیتسو (خاندان کاگامی) | یاسودا یوشیسادا (خاندان یاسودا) | یاسودا یوشیسادا (خاندان یاسودا) | یاسودا یوشیسادا (خاندان یاسودا) | یاسودا یوشیسادا (خاندان یاسودا) | یاسودا یوشیسادا (خاندان یاسودا) | یاسودا یوشیسادا (خاندان یاسودا) | آساری یوشیتوئو (خاندان آساری) | آساری یوشیتوئو (خاندان آساری) | آساری یوشیتوئو (خاندان آساری) | آساری یوشیتوئو (خاندان آساری) | آساری یوشیتوئو (خاندان آساری) | آساری یوشیتوئو (خاندان آساری) |  |  |

خاندان تاکدا از خاندان سیوا گنجی منشآ گرفته است است و در مارس ۱۰۳۱، میناموتو نو یورینوبو (زاده: ۹۶۸-درگذشت: ۱۰۴۸) سر خاندانِ خاندان کاواچی گنجی به عنوان «کای نو کامی» به قدرت رسید. از آن زمان به بعد، نوادگان او به منطقه کوما ، ولایت کای، منطقه ای که در آن اسب‌های معروف تولید می‌شدند، مستقر شدند.
پسر یورینوبو، میناموتو نو یوری‌یوشی، و نوه‌اش، میناموتو نو یوشی‌میتسو (نخستین رهبر خاندان کای گنجی)، هر دو به عنوان فرمانداران ملی در منطقه کانتو خدمت می‌کردند و در زمان پسر دوم میناموتو نو یوشیکیو (دومین رهبر خاندان کای گنجی-مدیر ایچیکاوا-شو و آوشیما-شو در ناحیه کوما) این خاندان محلی و بومی ولایت کای شدند. یوشیکیو و پسرش میناموتو نو کیومیتسو (سومین رهبر خاندان کای گنجی)، عمارت و شوئن (ملک اربابی) در همی کیو در بخش شمالی ناحیه کوما تأسیس کردند.
فرزندان میناموتو نو کیومیتسو خاندان‌های زیادی از جمله خاندان تاکدا را تأسیس کردند که همه آنها از ولایت کای سرچشمه می‌گیرند.
- میتسوناگا (پسر ارشد): بنیان‌گذار خاندان همی. او از همی سو محافظت می‌کرد و همی تارو نامیده می‌شود.
- تاکدا نوبویوشی (پسر دوم): بنیان‌گذار خاندان کای تاکدا. او در تاکدا، بوکاواشو زندگی می‌کرد و خود را تاکدا تارو می‌نامید.
- تومیتسو (پسر سوم): بنیان‌گذار خاندان کاگامی. او در کاگامی سو زندگی می‌کرد و خود را کاگامی جیرو می‌نامید. فرزندان او خاندان‌های خاندان اوگاساوارا، نانبو و آکیاما را تأسیس کردند.
- یوشیدا (پسر؟): بنیان‌گذار خاندان یاسودا. او در کانوسو زندگی می‌کرد و خود را یاسودا سابورو می‌نامید.
- یوشیتو (پسر؟): بنیان‌گذار خاندان آساری. او در آساری گو، ناحیه یاتسوشیرو زندگی می‌کرد و آساری یویچی نام داشت.

اتفاقاً علاوه بر موارد فوق، به نظر می‌رسد خاندان نینومیا، خاندان کاواچی، خاندان سونه و خاندان ناگو از فرزندان میناموتو نو کیومیتسو سرچشمه گرفته باشند.

## خاندان کای تاکدا در دوره‌های هی‌آن و کاماکورا
تاکدا نوبویوشی چهارمین رهبر خاندان کای گنجی، بنیان‌گذار و نخستین رهبر خاندان کای تاکدا بود. دوره زندگی او در زمان درگیری جنگ گنپی بود. در آوریل سال چهارم جیشو (۱۱۸۰)، فرمان پادشاهی شاهزاده موچی‌هیتو صادر شد و به اصطلاح جنگ گنپی آغاز شد، در پاسخ، نوبویوشی نیروهایی را به ناحیه اینا، ناگانو، ولایت شینانو اعزام کرد و بعداً با میناموتو نو یوریتومو نخستین شوگون از شوگون‌سالاری کاماکورا ملاقات کرد و به ولایت سوروگا نقل مکان کرد. او به شایستگی نظامی دست یافت.
نوبویوشی در طول جنگ گنپی با میناموتو نو یوریتومو همکاری کرد. با این حال، یوریتومو به زودی نوبویوشی را از فرمانداری یا شوگوی ولایت سوروگا برکنار کرد و همچنین پسر بزرگ نوبویوشی ایچیجو تادایوری و بسیاری از برادران و پسران کوچک او را کشت. گفته می‌شود که این به این دلیل بود که یوریتومو از خاندان کای گنجی می‌ترسید زیرا آنقدر قدرتمند شده بودند که او را تهدید می‌کردند. در نتیجه، برادر کوچکتر تادایوری، تاکدا نوبومیتسو که مورد اعتماد یوریتومو بود، پنجمین رهبر خاندان کای گنجی و دومین رهبر کای تاکدا شد. نوبومیتسو در سال ۱۲۲۱ به دلیل فعالیت‌های نظامی خود در شورش جوکیو به عنوان فرماندار/شوگوی ولایت آکی منصوب شد.
به هر حال، به نظر می‌رسد که تاریخ و دستاوردهای خاندان کای تاکدا در دوره کاماکورا به خوبی درک نشده است. اطلاعات کمی در مورد کای شوگو (فرماندار) در این دوره وجود دارد، تنها بر پایه حدس و گمان ممکن است که تاکدا ماسایوشی، از نوادگان نوبومیتسو، ممکن است در پایان دوره کاماکورا در موقعیت شوگو (فرماندار) کای بوده باشد.
در اینجا لیستی از سران متوالی خاندان کای تاکدا در دوره کاماکورا و سالهای تولد و مرگ آنها (در تقویم غربی) آمده است.
1. نسل اول: تاکدا نوبویوشی (تولد ۱۱۲۸–مرگ ۱۱۸۶)
2. نسل دوم: تاکدا نوبومیتسو (تولد ۱۱۶۲–مرگ ۱۲۴۸)
3. نسل سوم: تاکدا نوبوماسا (۱۱۹۶–۱۲۶۵)
4. نسل چهارم: تاکدا نوبوتوکی (۱۲۲۰–۱۲۸۹)
5. نسل پنجم: تاکدا توکی‌تسونا (۱۲۴۵–۱۳۰۷)
6. نسل ششم: تاکدا نوبومونه (۱۲۶۹–۱۳۳۰)

## خاندان کای تاکدا ازدوره نانبوکوچوتا دوره سنگوکو
در طول دوره نانبوکوچو، خاندان تاکدا تا سه نسل به دربار شمالی تعلق داشت: نسل هفتم تاکدا نوبوتاکه، نسل هشتم تاکدا نوبوناری و نسل نهم تاکدا نوبوهارو. همچنین گفته می‌شود که نوبوهارو در حدود سال‌های ۸۳–۱۳۸۱ شوگوی کای بوده است («اسناد انکاکوجی»).
پس از پایان دوره نانبوکوچو، درگیری در منطقه کانتو بین شوگون‌سالاری موروماچی و کاماکورا-فو (استان کاماکورا) به وجود آمد و خاندان تاکدا به دلیل ظهور خاندان کای در آشفتگی بزرگی قرار گرفت.
در اینجا سران متوالی خانواده تاکدا در این زمان و سال‌های تولد و مرگ آنها (در تقویم غربی) آورده شده است.
- نسل هفتم: تاکدا نوبوتاکه (تولد ۱۲۹۲ - مرگ ۱۳۵۹)
- نسل هشتم: تاکدا نوبوناری (?-۱۳۹۴)
- نسل نهم: تاکدا نوبوهارو (?-۱۴۱۳)
- نسل دهم: تاکدا نوبومیتسو (?-۱۴۱۷)
- نسل یازدهم: تاکدا نوبوشیگه  (۱۳۸۶–۱۴۵۰)
- نسل دوازدهم: تاکدا نوبوموری  (تولد نامشخص -مرگ ۱۴۵۵)
- نسل سیزدهم: تاکدا نوبوماسا (تولد ۱۴۴۷– مرگ ۱۵۰۵)

## دوران نسل دهم نوبومیتسو و برادر کوچکترش نوبوموتو
پس از متحد شدن دربار شمالی و جنوبی، در دوران حکومت نسل دهم تاکدا نوبومیتسو، او دخترش را به ازدواج اوئه‌سوگی زنشو (نام دیگر اوجینوری)، کانتو کانری، درآورد و درگیر جنگ شد. در سال ۱۴۱۶، اوئه‌سوگی زنشو (اوجینوری) علیه آشیکاگا موچیئوجی (پنجمین کاماکورا کوبوی استان کاماکورا) در کاماکورا-فو شورش کرد و او چاره ای جز پیوستن به ارتش (شورش اوئه‌سوگی زنشو) و حمایت از اوئه‌سوگی زنشو (اوجینوری) نداشت اما به دلیل مداخله شوگون‌سالاری موروماچی، اوجینوری در سال بعد شکست خورد. گفته می‌شود که نوبومیتسو نیز توسط ارتش تعقیب‌کننده کاماکورا-فو/استان کاماکورا در تنگنا قرار گرفت و در پایان مجبور به خودکشی شد.
این نبرد نه تنها نوبومیتسو بلکه خواهر و برادر و فرزندانش را نیز تحت تأثیر قرار داد:
- تاکدا نوبوموتو (برادر کوچکتر نوبومیتسو): با اینکه در جنگ شرکت نکرد، راهب شد و از ترس اسیر شدن به کوه کویا رفت.
- تاکدا نوبوشیگه (۱۴۵۰-۱۳۸۶) (پسر نوبومیتسو): با اینکه در جنگ شرکت نکرد، راهب شد و از ترس تحت انقیاد گرفتن به کوه کویا نقل مکان کرد.
- تاکدا نوبوناگا (پسر نوبومیتسو): گفته می‌شود که با پدرش در ارتش خدمت کرد. حتی پس از جنگ نیز به مقاومت ادامه داد.

پس از مرگ نوبومیتسو، ولایت کای بدون شوگو (فرماندار) باقی ماند، و اگرچه کاماکورا-فو از شوگون‌سالاری درخواست کرد تا خاندان همی، یک ارباب کای، را به شوگو تبدیل کند، شوگون‌سالاری آن را تأیید نکرد.
این به این دلیل بود که کاماکورا-فو/دولت یا استان کاماکورا، ارگانی از شوگون‌سالاری بود و چنان قدرتمند شده بود که بر سر سیاست‌ها با شوگون‌سالاری موروماچی در تضاد افتاده بود. به عبارت دیگر، انتصاب شوگو در منطقه کانتو یکی از این سیاست‌های مورد اختلاف بود. اعتقاد بر این است که در سال ۱۴۱۸، نوبوموتو توسط شوگون‌سالاری به عنوان کای شوگو منصوب شد و به کای بازگشت.
نوبوموتو تلاش کرد تا تاکدا نوبوناگا را جانشین رئیس خاندان تاکدا کند، اما او نتوانست این کار را انجام دهد زیرا نوبوناگا با کاماکورا-فو در طول شورش اوئه‌سوگی زنشو دشمنی داشت و پسر نوبوناگا ایزو چیومارو وارث او شد. گفته می‌شود که خاندان آتوبه کای شوگودای (معاون فرماندار) از این امر اطاعت نکردند.
در برابر این پس زمینه، شوگون‌سالاری تصمیم گرفت ایزو چیومارو را با پدربزرگش تاکدا نوبوشیگه (۱۴۵۰-۱۳۸۶) به عنوان کای شوگو جایگزین کنند، و به نظر می‌رسد که آنها در این مورد با کاماکورا-فو در سال ۱۴۲۱ مذاکره کردند. از سوی دیگر، پدر ایزو چیومارو، نوبوناگا، به نظر می‌رسد که اغلب علیه کاماکورا-فو و خاندان اتوبه جنگید و گفته می‌شود که در سال ۱۴۳۳ به سونپو گریخته است.

## شورش کانتو وشورش اونین
در سال ۱۴۳۸، نوبوشیگه سرانجام به عنوان کای شوگو به کای بازگشت. همچنین، در همان سال، آشیکاگا موچیئوجی از کاماکورا-فو با اوئه‌سوگی زنشو، کانتو کانری جدا شد و به او حمله کرد و در نتیجه شهر توسط ارتش شوگون‌سالاری که برای تقویت او آمده بودند، ویران شد. از آن زمان به بعد، منطقه کانتو وارد دوره جنگ‌های داخلی یا دوره سنگوکو شد که بر نبرد بین ولایت شوگون‌سالاری و کاماکورا-فو متمرکز بود.
در این دوران پرتلاطم، در خاندان تاکدا بار دیگر تاکدا نوبوماسا جایگزین نوبوشیگه شد، اما در درگیری بین حکومت شوگون‌سالاری و کاماکورا-فو، تصور می‌شود که خاندان تاکدا جانب شوگون‌سالاری را گرفته است. مطالب تاریخی موثق تأیید می‌کند که نبرد با خاندان موراکامی شینانو قبلاً در دوران نوبوماسا آغاز شده بود. از سال ۱۴۶۷، شورش اونین عمدتاً در کیوتو آغاز شد، اما نبردهایی در کای و شینانو نیز وجود داشت، و به نظر می‌رسد خاندان تاکدا در سال ۱۴۷۲ علیه خاندان اوی در شینانو جنگیده است. به هر حال، تصور می‌شود که خاندان تاکدا در کنار ارتش شرقی و طرف هوسوکاوا کاتسوموتو (طرفدار برادر شوگون) قرار گرفته باشد.

## درگیری داخلی خاندان

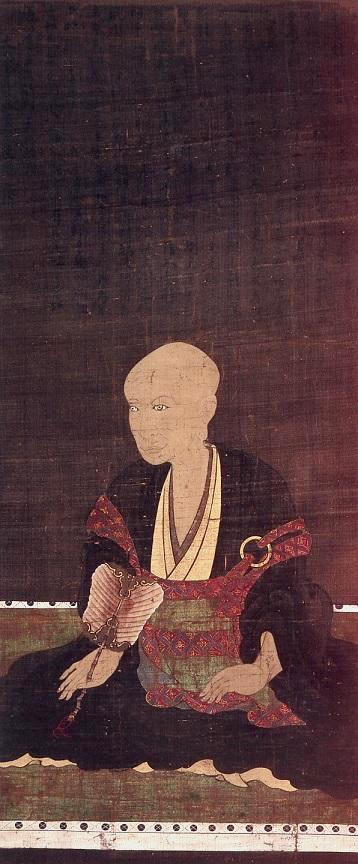
«نوبونائو» بعدها به نام تاکدا نوبوتورا، پدر تاکدا شینگن، هیجدهمین رهبر کای گنجی و پانزدهمین رهبر خاندان کای تاکدا

پس از آن، در طول نسل چهاردهم، تاکدا نوبوتسونا (پدربزرگ شینگن) ، بر سر سرپرستی خاندان اختلاف به وجود آمد.
در سال ۱۴۹۲، تاکدا نوبوماسا  سرپرستی خانواده را به پسر بزرگش تاکدا نوبوتسونا سپرد و بازنشسته شد، اما گفته می‌شود که او به تدریج امیدوار شد که پسر دومش، آبوراکاوا نوبویوشی/نوبوساتو، سرپرستی خانواده را به ارث ببرد. در نتیجه، تاکدا نوبوتسونا و آبوراکاوا نوبویوشی با هم درگیر شدند و برخی در ولایت کای نیز از هر یک حمایت کردند، که منجر به یک اختلاف جدی برای جانشینی خانوادگی شد و طوفانی به راه افتاد.
به گفته «کوهاکوسایکی»، نوبوماسا در سال ۱۵۰۵ درگذشت، تاکدا نوبوتسونا در سال ۱۵۰۷ درگذشت و آبوراکاوا نوبویوشی نیز در سال، ۱۵۰۸ درگذشت. گفته می‌شود که نبرد برای جانشینی ادامه یافت. پس از مرگ تاکدا نوبوتسونا، پسر ارشدش «نوبونائو» 信直 جانشین او شد و برادران کوچکتر و فرزندان آبوراکاوا نوبویوشی/نوبوساتو علیه او جنگیدند، اما در سال ۱۵۱۰، چهره‌های اصلی طرف آبوراکاوا نوبویوشی/نوبوساتو سرانجام شکست خوردند و نوبونائو جانشین رئیس خانواده هم از نظر نام و هم از نظر واقعیت شد. این «نوبونائو» بعدها به نام تاکدا نوبوتورا، پدر تاکدا شینگن و فرمانده نظامی که پایه‌های خاندان تاکدا، یک ارباب فئودال را در دوره سنگوکو بنا کرد، شناخته شد.

## شینگن در مسند دایمیوی کای

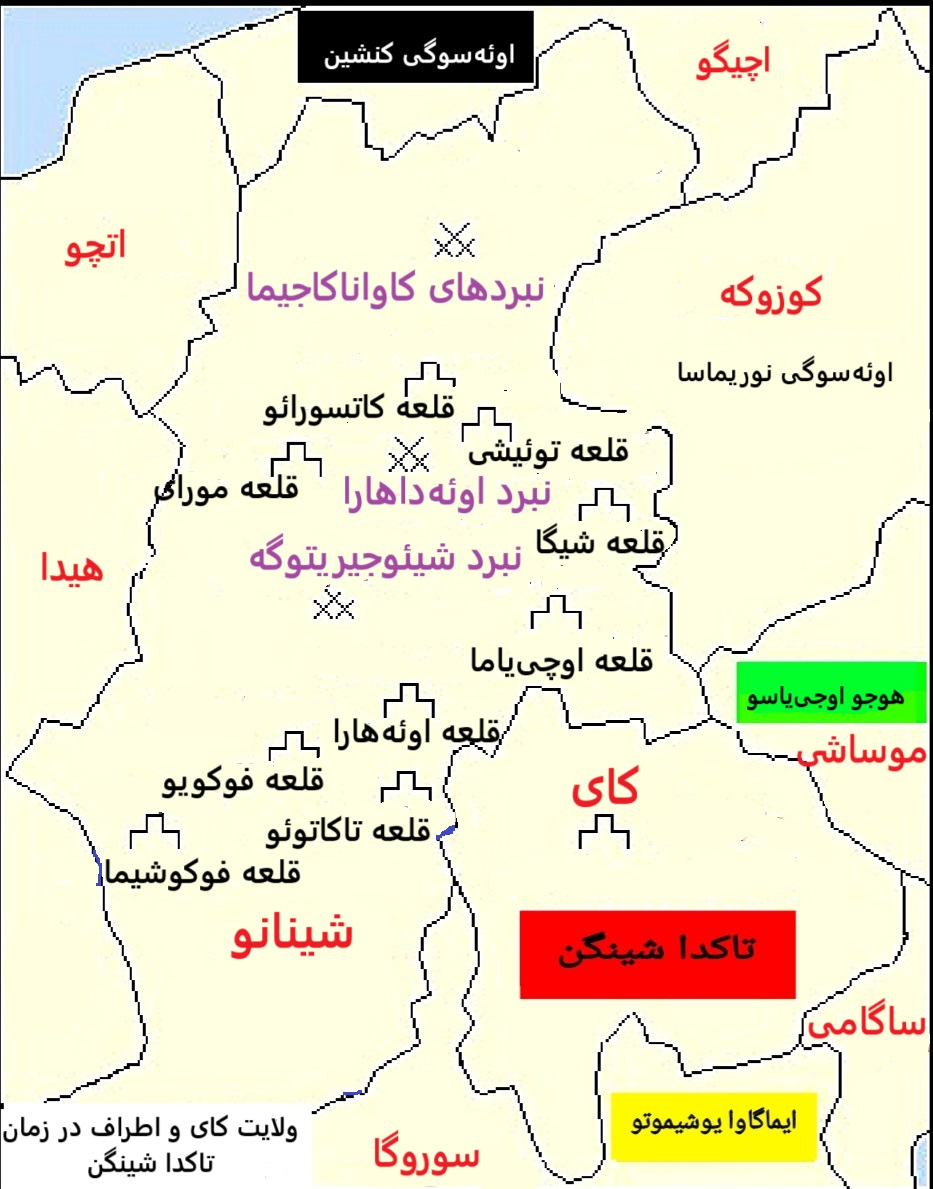
ولایت کای در زمان تاکدا شینگن

روزگار زندگانی شینگن یعنی سدهٔ شانزدهم مصادف بود با دوران سنگوکو یا جنگ عمومی. در این دوران، شوگون‌های آشیکاگا به قعر ضعف و زوال افتاده بودند، ژاپن میان دایمیوها (زمین‌داران بزرگ و امیران محلی) که علاوه بر ویژگی زمین سالاری، صفت جنگ سالاری هم داشتند تقسیم شده بود و تاریخ آن روزگار ژاپن عبارت بود از نبردهای بی‌پایان میان دایمیوها برای گرفتن و بازپس گرفتن یک یا چند دژ کوچک و در این میان، مردم بودند که زیر فشار خردکنندهٔ این نبردها از میان می‌رفتند. ژاپن روزگار سن‌گوکو، چشم انتظار یک منجی برای سرکوب دایمیوها و اتحاد وطن بود.
شینگن در روزگار حکمروایی خود، چنین نشان داد که همان منجی است، اما با مرگ زودهنگامش، کسی که هیچ امیدی به او نبود، یعنی توکوگاوا ایه‌یاسو ژاپن را متحد ساخت و سلسلهٔ شوگون‌سالاری توکوگاوا را بنیان نهاد که تا دیری به جا ماند و روزگارشان را روزگار صلح عمومی (در برابر سنگوکو یا جنگ عمومی) نام نهادند تا آنکه در نیمهٔ دوم قرن نوزدهم، نظام شوگونی برچیده شد و قدرت اجرایی به امپراتور اعاده شد.
هنگامی که شینگن حکومت کای را بر عهده گرفت، ولایت کوچک کای در معرض بلعیده شدن به‌وسیلهٔ ولایت‌های متخاصم بود و شینگن با سن کمی که داشت، در برابر مخاطرات بسیاری قرار گرفته بود. نخستین سیاست شینگن، تصرف ایالات پیرامونی برای تأمین امنیت هستهٔ اصلی حکومتش یعنی ولایت کای بود و سپس جهش بردن به سمت کیوتو که تختگاه مشترک شوگون‌های آشیکاگا و امپراتور ژاپن بود. وی در اجرای این سیاست، توفیق داشت هرچند که مرگ نابه‌هنگامش مانع از رسیدنش به کیوتو شد. وی برای زمینه‌سازی پیشرفت‌های نظامی‌اش، نیازمند تغییرات اساسی در امور مالیه و نحوهٔ کشورداری بود و در این زمینه نیز پیروزی و سربلندی را برای خود به یادگار گذاشت به گونه‌ای که روش کشورداری وی را رقیبانش پیروی کردند. وی حتی در آن روزگار اقداماتی کرد که با توجه به اندیشه و امکانات آن روزگار ژاپن، بسیار بعید به نظر می‌رسد، به گونه‌ای که حتی بستر رود فوجی را نیز تغییر داد و با این کار، موجبات آبادانی بسیاری را در قلمروش فراهم آورد که خود منجر با ارتفاع و افزونی مالیه شد و آن نیز به پیشرفت امور نظامی شینگن انجامید.

## نبرد سزاوا
نخستین گام شینگن برای فراهم کردن فضای پیرامونی ایالت کای، تصرف ولایت شینانو بود. شینانو، امیری بزرگ داشت که بر آن بود تا پیش از قدرت‌گیری شینگن جوان، ایالت کای را ببلعد، به همین منظور تعداد زیادی پیاده‌نظام در مرزهای کای مستقر کرده بود. نبرد در منطقهٔ فوجو درگرفت، جایی که شینگن با هدف مقاومت و دفاع، نیروهایش را متمرکز کرده بود، اما ببر نوجوان کای، ناگهان از حالت مدافعه درآمد و بر نیروهای شینانو تاخت و آنان را غافلگیر ساخت. پیروزی سریع، نصیب شینگن بود و بدین سان او، در همان سال، نیروهایش را در ولایت شینانو مستقر کرد و این همان نبرد موسوم به نبرد سزاوا بود.

## جنگ‌های کاواناکاجیما
تاکدا شینگن پس از نبرد سزاوا دیگر رقیبان را نیز یکی پس از دیگری از سر راه برداشت تا نوبت به اوئه‌سوگی کنشین دایمیوی ولایت اچیگو رسید. نبردهای این دو مبدل به یک افسانهٔ هیجان انگیز شده است. هر چند که در نبردهای کاواناکاجیما که شامل ۵ نبرد حماسی بود، پیروزی از آن شینگن بود، اما هیچ‌یک از این دو، توان قطعی یا شاید عزم جزم و جدی برای ریشه کن ساختن دیگری را نداشت تا اینکه هر دو به مرگ زودهنگام درافتادند و از نبرد ششم برآسودند.

## مقابله شینگن در مقابلاودا نوبوناگا
همزمان با سال‌هایی که شینگن و کنشین در برابر هم متوقف شده بودند و از اتحاد ژاپن بازمانده بودند، در دیگر ایالات ژاپن، نیروهایی تازه به حرکت افتاده بودند تا به کیوتو یورش برند و اختیار امپراتور را به دست بگیرند. یکی از آنان، اُودا نُوبُوناگا، دایمیوی ولایت اُواری بود. نوبوناگا، روش‌های بسیار خشنی را برای پیشبرد اهدافش در پیش گرفت، به گونه‌ای که برای نمونه به جرم مقاومت راهبان معبد در محاصره کوه هیئی دستور داد سپاهیانش تمام کوهستانی را که این معبد بر فراز آن بود، دوره کنند و بالا بروند و بر سر راه، هر آبادی و هر کشتزار و هر جنبنده‌ای را بسوزانند.
و نوبوناگا با اتکا بر این ارعاب و توحش موفق شد که خود را به کیوتو برساند و آخرین شوگون آشیکاگا را عزل کند و خود را بر امپراتور تحمیل کند و با تأیید امپراتور، به تصرف وحشیانهٔ دیگر ولایت‌ها ادامه دهد. در اینجا بود که شینگن، سکوت و توقف در برابر پیشرفت‌های نوبوناگا را بیش از آن صلاح ندید.
هنگامی که شینگن به آستانهٔ ۵۰ سالگی رسید، تنها دایمیو در ژاپن بود که توان و امکانات لازم برای جلوگیری از تصرف سرتاسر خاک ژاپن به دست اُودا نوبوناگا را در اختیار داشت و وصول اخبار موحش اقدامات نوبوناگا، شینگن را مصمم به سرکوب نوبوناگا ساخت. بدین جهت، شینگن در ۳ سال آخر زندگانی‌اش، دست به تحرکات نظامی گسترده‌ای زد و نوک پیکان حملاتش را از اوئسوگی کنشین به سمت نوبوناگا برگرداند. حایل میان شینگن و نوبوناگا، در آن مقطع، توکوگاوا ایه‌یاسو بود که چندان اهل نبرد به نظر نمی‌رسید و همواره منتظر بود که ببیند نتیجهٔ نبرد دیگران چیست و همین توکوگاوا نهایتاً متحدکنندهٔ ژاپن شد. توکوگاوا در آن سال‌ها مرعوب اُودا نوبوناگا بود و با او پیمان داشت. پس شینگن برای سرکوب نوبوناگا ابتدا عازم نبرد توکوگاوا ایه‌یاسو شد و نبرد میکاتاگاهارا را خلق کرد.

## مرگ

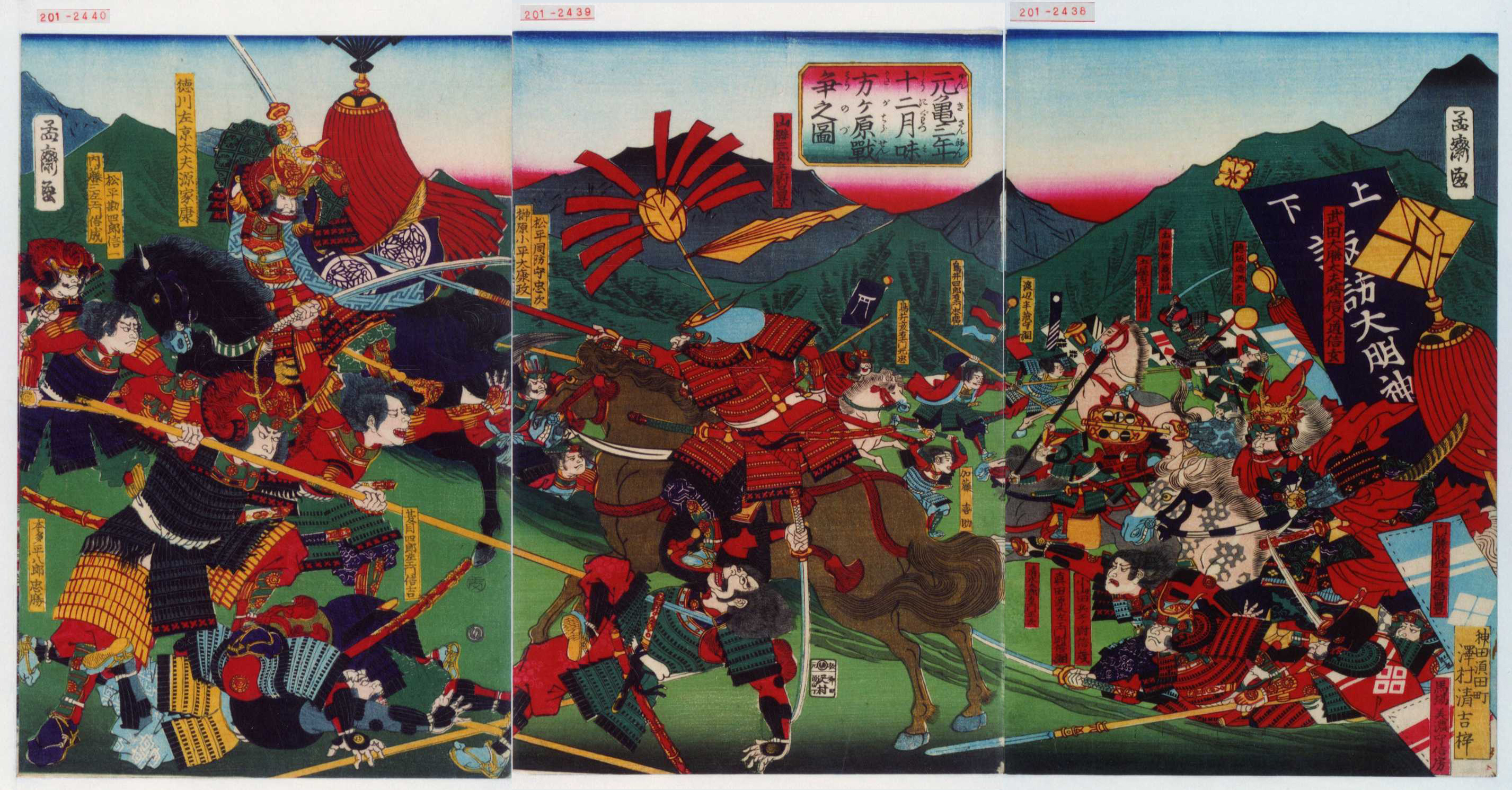
یک نقاشی از نبرد میکاتارا منتشر شده در سال هفتم میجی

در ۱۳ مه سال ۱۵۷۳ میلادی در ستادش در کمال ناباوری و نابه‌هنگام مُرد. دربارهٔ سبب و چگونگی مرگ نابه‌هنگام شینگن، روایت‌های متعددی هست. یک روایت بر آن است که شینگن در اردوگاه نظامیش در آستانهٔ حملهٔ نهایی به کیوتو بر ضد نوبوناگا، به تیری که دزدانه و مخفیانه به سویش شلیک شد جان باخت. این روایت که نقاط ضعف متعددی دارد، دستمایهٔ آکیرا کوروساوا برای ساخت فیلم کاگه‌موشا شده است که حائز ارزش‌های هنری است، اما هم با ضعف سند مواجه است. روایت دیگر بر آن است که شینگن بر اثر زخم‌های کهنه‌ای که از نبردهای متعددش بر تن داشت، در گذشت. برخی نیز بر آنند که وی در آن واپسین زمستان، بر اثر فعالیت خستگی ناپذیر جهت حملهٔ نهایی به کیوتو، ذات‌الریه گرفت و بدان بیماری درگذشت.
نقل کرده‌اند که شینگن در واپسین لحظات زندگانی‌اش، دستور داد، پرچمش را بر پلی که به سمت کیوتو می‌رفت و در منطقه سِتّا قرار داشت، برافرازند.
ببرِ کای را برخلاف خواسته اش پیش از مرگ که گفته بود جسدش را در دریاچه سووا غرق کنند در معبدی که امروزه در منطقهٔ کوشو، یاماناشی هنوز پابرجاست سوزاندند. می‌گویند که بزرگ‌ترین رقیب شینگن، کنشین عمیقاً به شینگن احترام می‌گذاشت و در مرگ او گریست و توکوگاوا نیز پس از اینکه در زمان تویوتومی هیده‌یوشی فرماندار ولایت کای شد از سبک نظامی شینگن و نوآوری‌های مدیریتی او بهره‌گیری کرد و شجاعت او را می‌ستود و حتی یکی از پسرانش را واداشت که نام خود را به تاکدا نوبویوشی برگرداند تا نام خاندان تاکدا منقرض نشود. گرچه این تلاش توکوگاوا با مرگ فرزند مذکور در اثر بیماری ناکام مانده و نام تاکدا با پایانی دوباره مواجه شد.

## پس از مرگ
پس از مرگ نا به هنگام شینگن، امرای کای، طی شورایی اضطراری، چهارمین پسر شینگن را که بزرگ‌ترین پسر به جاماندهٔ او بود، یعنی تاکدا کاتسویوری که حاصل ازدواج شینگن با سوواهیمه بود را به امارت کای نشاندند و کاتسویوری به جای پدر، رهبری سپاه عظیمی را که آمادهٔ تاختن به کیوتو بود، بر عهده گرفت، تاختی که به سبب ضعف‌های مدیریتی و استراتژیک وی هیچ‌گاه به ثمر ننشست و با سقوط کای، به پایانی حزن‌آور منجر شد.